# كنب
الكَنَب هو تزايد كتلة من النباتات غير المنظمة حمة الخلايا. في النباتات الحية ، خلايا الكنب هي تلك الخلايا التي تغطي جرح النبات. في الأبحاث البيولوجية والتكنولوجيا الحيوية ، يتم تحفيز تكوين الكنب من عينات الأنسجة النباتية (إإكسبلنتس) بعد تعقيم السطح والطلاء على وسط زراعة الأنسجة في المختبر (في وعاء زرع مغلق مثل طبق بتري ).  يتم استكمال وسط الاستزراع بمنظمات نمو النبات ، مثل أوكسين ، سيتوكينين ، وجبريلين ، لبدء تكوين الكنب أو تكون الجنين الجسدي . وصف بدء الكنب يطلق على جميع المجموعات الرئيسية للنباتات الأرضية.

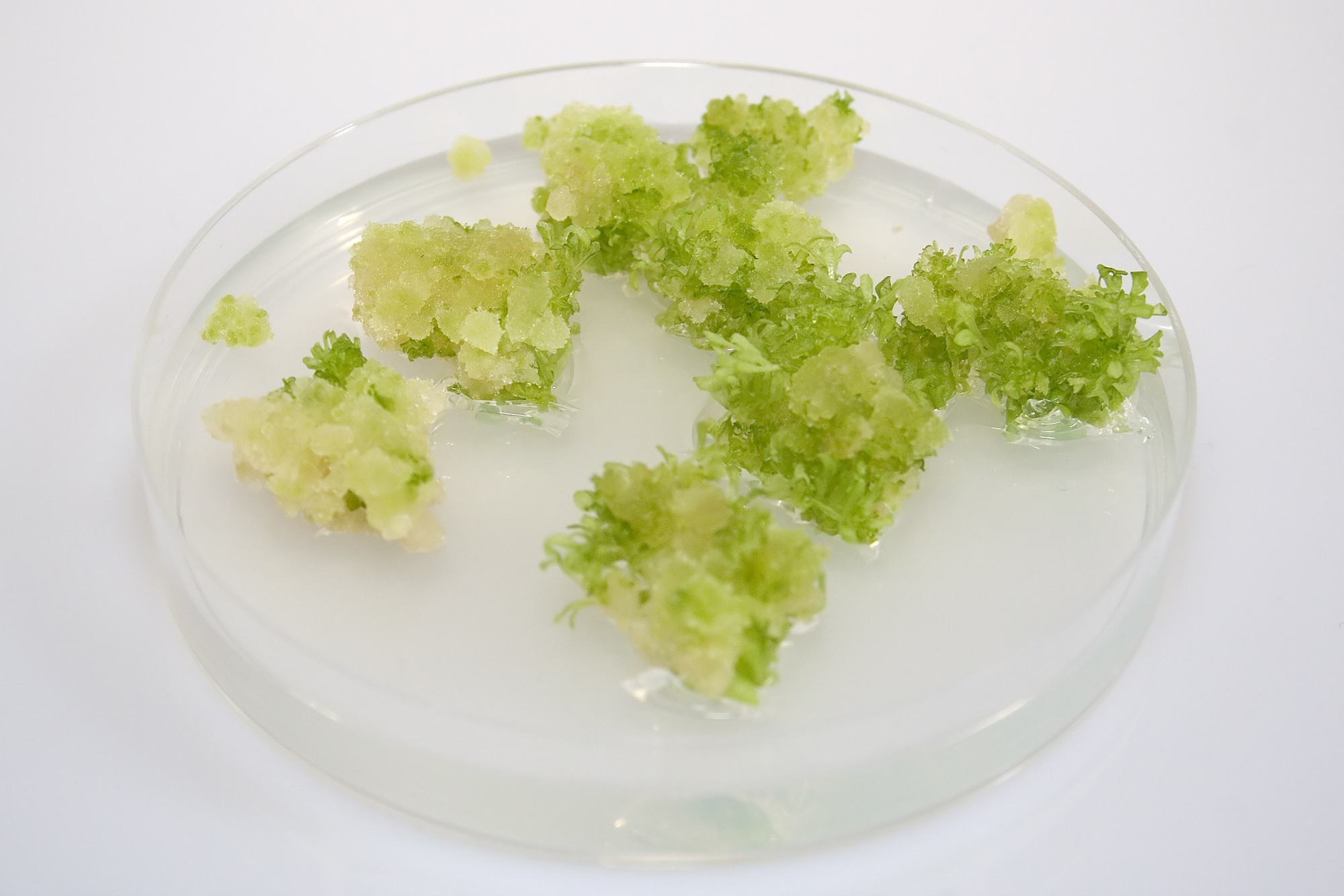
خلايا حمة Nicotiana tabacum في الثقافة

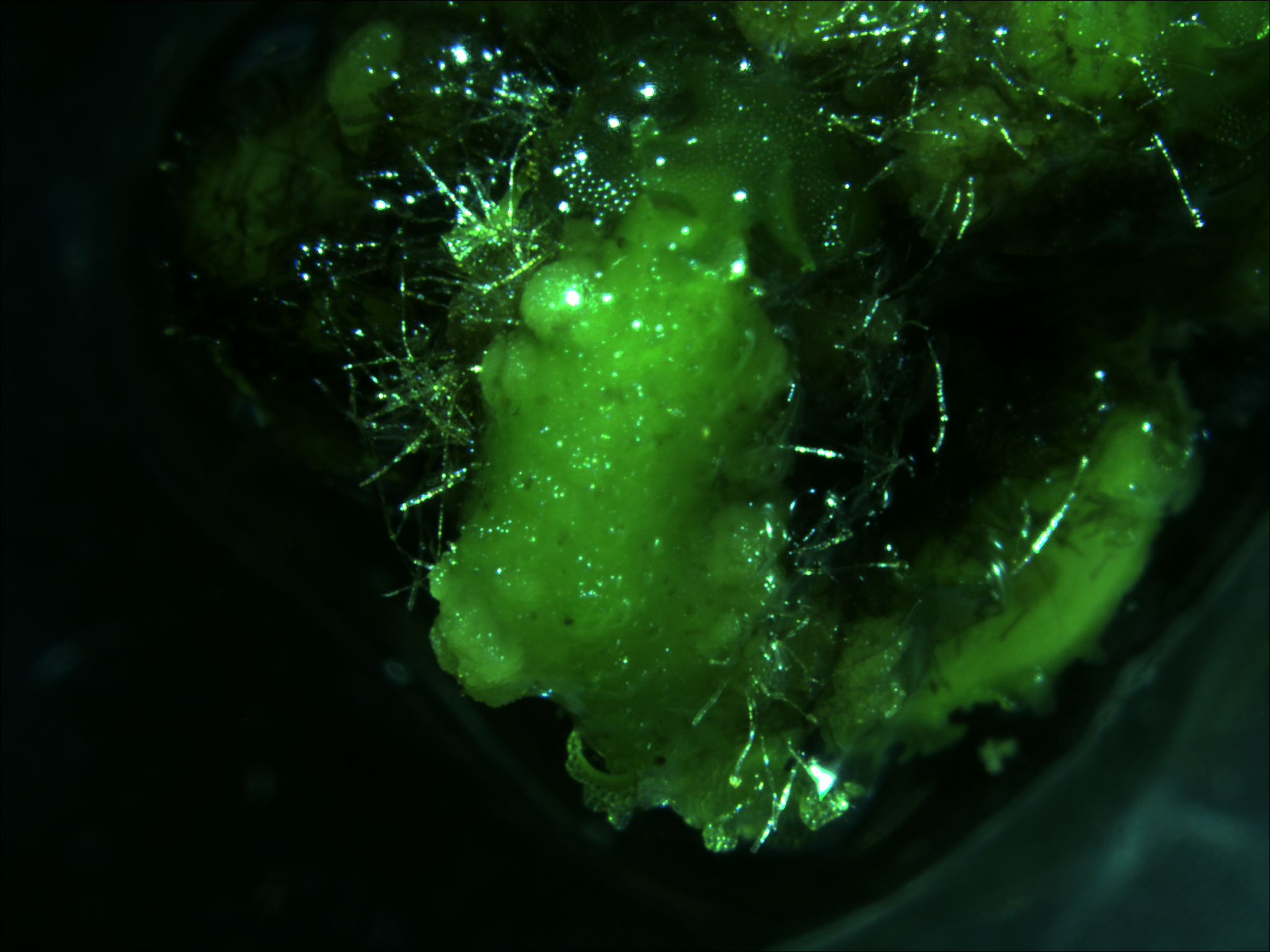
تتشكل خلايا الكنب أثناء عملية تسمى "الحث" في Pteris vittata

ثبت أن الأنواع النباتية التي تمثل جميع مجموعات النباتات البرية الرئيسية قدرتها على إنتاج الكنب في زراعة الأنسجة.            عادة ما يتم الحفاظ على زراعة خلايا الكنب على وسط جل. يتكون وسط تحريض الكنب من أجار وخليط من المواد الغذائية الرئيسية والمغذيات الدقيقة لنوع الخلية المحدد. هناك عدة أنواع من مخاليط الملح القاعدية المستخدمة في زراعة الأنسجة النباتية ، ولكن أبرزها معدل Murashige و Skoog ،  الأبيض ،  ووسط النبات الخشبي.  يتم توفير الفيتامينات أيضًا لتعزيز النمو مثل فيتامينات Gamborg B5 .  بالنسبة للخلايا النباتية ، فإن التخصيب بالنيتروجين والفوسفور والبوتاسيوم مهم بشكل خاص. عادة ما يتم اشتقاق الكنب النباتي من الأنسجة الجسدية. تعتمد الأنسجة المستخدمة لبدء تكوين الكنب على أنواع النباتات والأنسجة المتوفرة لاستزراع النبات المستأصل. عادةً ما تخضع الخلايا التي تؤدي إلى ظهور الكنب والأجنة الجسدية لانقسام سريع أو تكون غير متمايزة جزئيًا مثل الأنسجة البائسة. في البرسيم الحجازي ، Medicago truncatula ، ومع ذلك يتم اشتقاق الكنب والأجنة الجسدية من خلايا الوسطية التي تخضع لإلغاء التمايز .  تستخدم الهرمونات النباتية لبدء نمو الكنب.

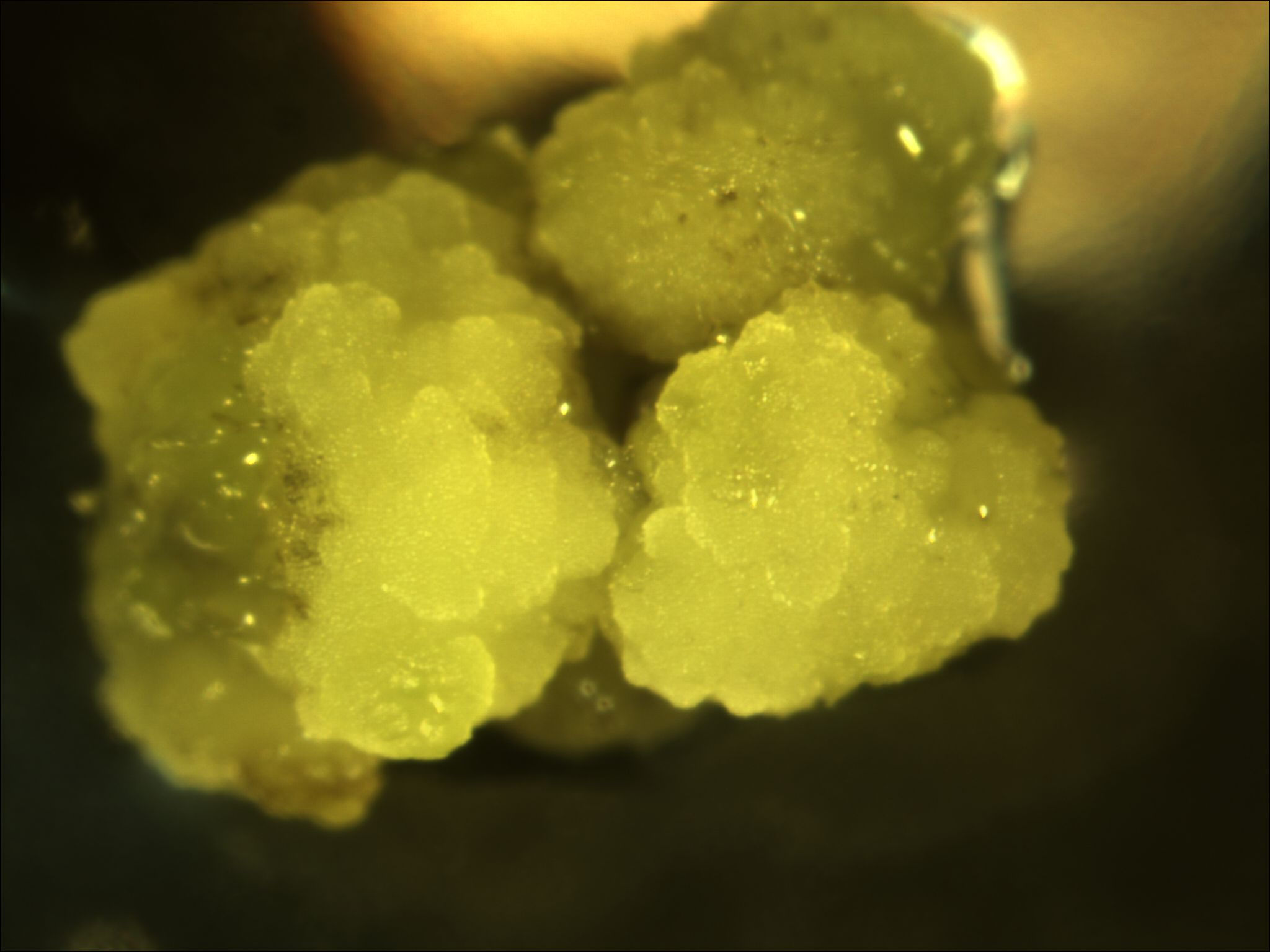
الكنب المستحث من Pteris vittata gametophytes

## علم التشكل (المورفولوجيا)
تؤدي نسب الأوكسين إلى سيتوكينين في الأنسجة النباتية ارتفاع مستنبت العطاء إلى نمو وتقسيم كتلة غير منظمة من خلايا الكنب. غالبًا ما يتم تصنيف مزارع الكنب على نطاق واسع على أنها إما مضغوطة أو قابلة للتفتيت. يتفكك النسيج الهش بسهولة ، ويمكن استخدامه لتوليد مزارع تعليق الخلية. يمكن أن يخضع الكنب مباشرة لتكوين الأعضاء و / أو التطور الجنيني حيث ستشكل الخلايا نباتًا جديدًا تمامًا. تُعرف هذه العملية باسم استزراع الكنب.[بحاجة لمصدر]

## موت خلايا الكنب
يمكن أن يتحول الكنب إلى اللون البني ويموت أثناء الاستزراع ، ويرجع ذلك أساسًا إلى أكسدة المركبات الفينولية . في خلايا الكنب Jatropha curcas ، تصبح خلايا الكنب الصغيرة المنظمة غير منظمة وتنوعت في الحجم بعد تحولها للون البني.  كما ارتبط براوننج بالأكسدة والمركبات الفينولية في كل من الأنسجة المزروعة والإفرازات النباتية.  في الأرز ، على الأرجح ، تؤدي الحالة الملائمة لتحريض الكنب الصلب إلى حدوث نخر أيضًا. 

## الاستخدامات
لا تكون خلايا الكنب بالضرورة متجانسة وراثيًا لأن الكنب غالبًا ما يتكون من نسيج بنيوي وليس من خلايا فردية.  ومع ذلك ، غالبًا ما تُعتبر خلايا الكنب متشابهة بدرجة كافية لإجراء التحليل العلمي القياسي كما لو كان على موضوع واحد. على سبيل المثال ، قد تخضع تجربة ما نصف الكنب للعلاج كمجموعة تجريبية ، بينما يخضع النصف الآخر لمعاملة مماثلة ولكنها غير نشطة مثل المجموعة الضابطة .
تتمايز الكالو النباتية المشتقة من العديد من أنواع الخلايا المختلفة إلى نبات كامل ، وهي عملية تسمى التجديد ، من خلال إضافة هرمونات نباتية إلى وسط المزرعة. تُعرف هذه القدرة باسم توتيبوتسيتي . يسمح تجديد نبات كامل من خلية واحدة للباحثين في علم الجينات بالحصول على نباتات كاملة تحتوي على نسخة من الجينات المحورة في كل خلية. ينتج عن تجديد نبات كامل يحتوي على بعض الخلايا المحولة وراثيًا وبعض الخلايا غير المحولة وهمًا . بشكل عام ، الكيميرا ليست مفيدة للبحث الوراثي أو التطبيقات الزراعية.
يمكن إدخال الجينات في خلايا الكنب باستخدام القصف البيولوجي ، المعروف أيضًا باسم بندقية الجينات ، أو الأجرعية الورمية . يمكن بعد ذلك استعادة الخلايا التي تتلقى الجين المعني إلى نباتات كاملة باستخدام توليفة من الهرمونات النباتية . يمكن استخدام النباتات الكاملة التي تم استردادها لتحديد وظيفة (وظائف) الجينات بشكل تجريبي ، أو لتعزيز سمات نبات المحاصيل للزراعة الحديثة.
الكنب له فائدة خاصة في التكاثر الدقيق حيث يمكن استخدامه لزراعة نسخ متطابقة وراثيًا من النباتات ذات الخصائص المرغوبة.
قام Henri-Louis Duhamel du Monceau بالتحقيق في استجابات التئام الجروح في أشجار الدردار ، وكان أول من كشف عن تكوين الكنب على النباتات الحية. 
في عام 1908 ، تمكن EF Simon من استحثاث الكنب من سيقان الحور التي أنتجت أيضًا الجذور والبراعم.  جاءت التقارير الأولى لتحريض الكنب في المختبر من ثلاثة باحثين مستقلين في عام 1939.  الكنب المستحث بـ P المستمدة من أنسجة ما قبل الحمل النامية للورم من Nicotiana glauca الهجينة والتي لا تتطلب مكملات هرمونية. تمكن Gautheret و Nobecourt من الحفاظ على مزارع الكنب من الجزر باستخدام إضافات هرمون الأكسين. 